# 419.
◄ | 4. stoljeće | 5. stoljeće | 6. stoljeće | ►
◄ | 380-ih | 390-ih | 400-ih | 410-ih | 420-ih | 430-ih | 440-ih | ►
◄◄ | ◄ | 416. | 417. | 418. | 419. | 420. | 421. | 422. | ► | ►►
Astronomija • Književnost • Kršćanstvo • Pravo • Promet

## Rođenja
- 2. srpnja – Valentinijan III., rimski car († 455.)

## Vanjske poveznice
|  | Zajednički poslužitelj ima još gradiva o temi 419. |